# Carlo Naya

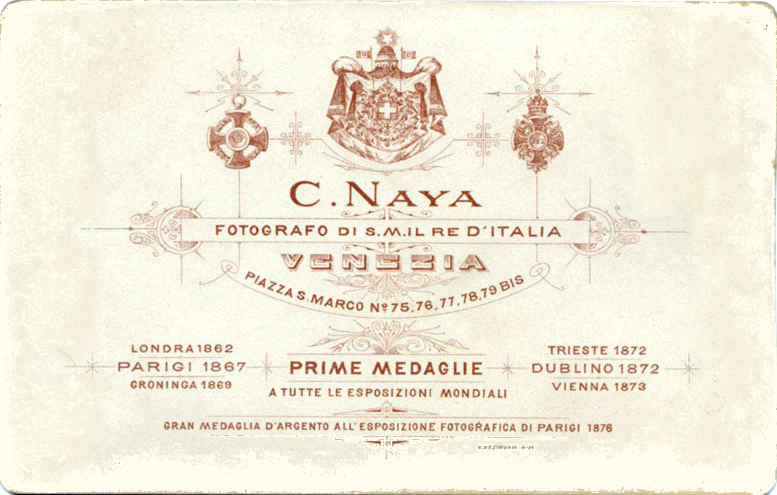
Marke Nayas, zwischen 1876 und 1882

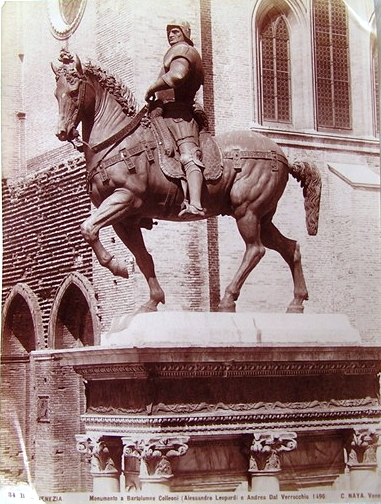
Foto der Reiterstatue des Condottiere Bartolomeo Colleoni

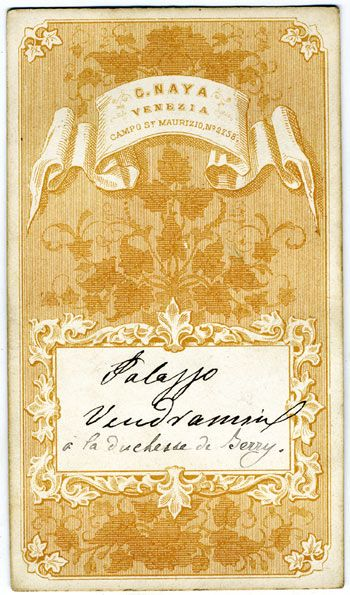
Widmung Nayas für die Herzogin von Berry auf der Rückseite einer Fotografie des Palazzo Vendramin

Carlo Naya (* 2. August 1816 in Tronzano Vercellese bei Turin; † 30. Mai 1882 in Venedig) war einer der herausragenden Reise- und Architekturfotografen des 19. Jahrhunderts. Weniger bekannt sind seine Porträts und seine Aufnahmen des Alltagslebens in Venedig. Insbesondere zur Architekturgeschichte der Stadt sind seine Arbeiten von großem Quellenwert.

## Biographie
Naya wurde als Carlo Naija geboren. Er studierte Rechtswissenschaften in Pisa und schloss sein Studium 1840 ab. Zusammen mit seinem Bruder Giovanni unternahm er, gestützt auf ein reiches Erbe, ausgedehnte Reisen und ließ sich kurzzeitig um 1845 in Prag nieder. Von dort ging er 1846 nach Konstantinopel, wo er mit Daguerreotypien experimentierte. Auf seinen späteren Reisen, wie etwa nach Ägypten, wo er 1876 Kairo besuchte, ließ er sich bei seinen Fotos von der Bildkomposition der Renaissancemaler inspirieren.
Als sein Bruder Giovanni 1857 starb, ging er nach Venedig und eröffnete zusammen mit Carlo Ponti, dem Verleger und Händler mit Gravuren und optischen Instrumenten, ein Studio; letzterer übernahm den Verkauf. Doch zerstritten sich die beiden Gründer. 1862 erhielt Naya bei der Londoner Weltausstellung eine Auszeichnung. Naya, der 1866 eine Sammlung von Stadtansichten veröffentlichen wollte, wurde vom Anschluss Venetiens an Italien überrascht.
Naya eröffnete ein eigenes Studio an den Procuratie Nuove und konnte 1868 in ein großes Studio an der Riva degli Schiavoni in der Nähe des Markusplatzes umziehen. Ponti und Naya galten als die herausragenden Fotografen der Stadt. Nayas Studio und Laden befanden sich an der Piazza San Marco, no. 77 und 78bis, sowie am Campo San Maurizio al civico 2758. 1869 erhielt er bei einer Ausstellung in Groningen erneut eine Auszeichnung, abermals in Triest und Dublin im Jahr 1872.
Nayas Fotografien sind nicht nur Meisterwerke der Architekturfotografie, sondern auch der Porträtkunst. Sie liefern Einblicke in die Gesellschaft des verarmten Venedig. So fotografierte er Schreiber für die Analphabeten der Stadt, Wasser- und Zigarettenstummelverkäufer, aber auch Vertreter der gehobenen Gesellschaft. Einer seiner Schüler war Tomaso Filippi.
Nach Nayas Tod wurde sein Fotoarchiv zunächst von seiner Witwe Ida Lessiak bis 1893, dann, nach ihrem Tod, von ihrem zweiten Ehemann Antonio Dal Zotto bis 1918 weitergeführt. 1920 übernahm Osvaldo Böhm, ein Kunstsammler, die Fotosammlung, die später Turio-Böhm hieß. Sie umfasste mehr als 5000 Negative, davon allein 1800 zu Venedig. Die Firma O. Böhm Fotografo-Editore blieb bis etwa 1980 bestehen.
2008 fand in der Biblioteca Marciana eine Präsentation zur Veröffentlichung des Katalogs statt, der anlässlich einer Werkschau erschienen war. Die Biblioteca Vallicelliana in Rom besitzt eine umfangreiche Sammlung von Nayas Fotos in ihrer Fototeca.

## Galerie

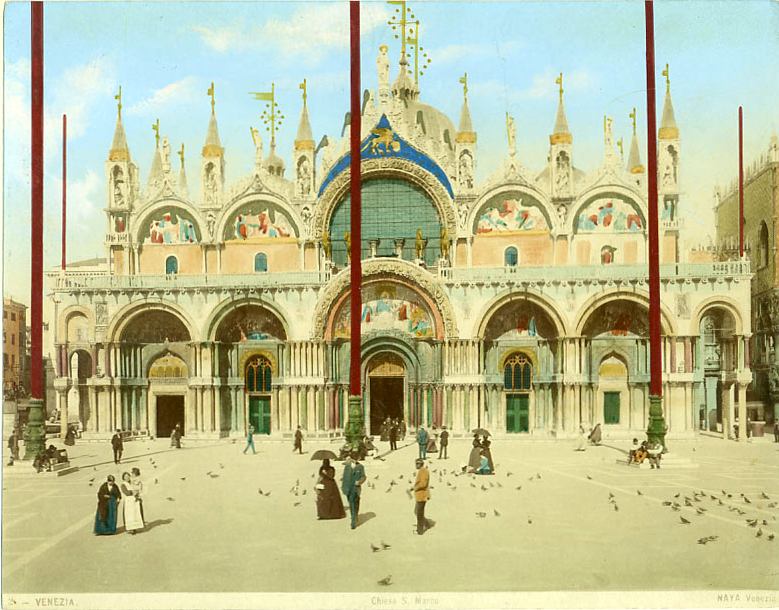
Handkolorierte Aufnahme des Markusplatzes
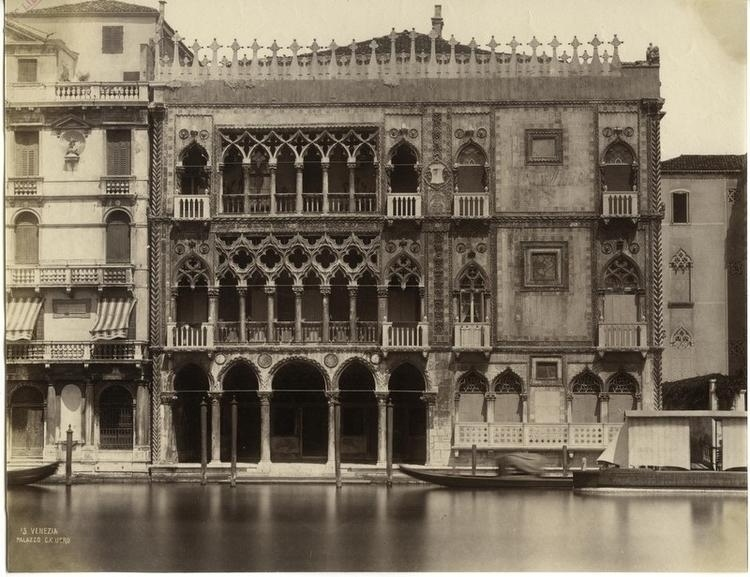
Ca'd'Oro
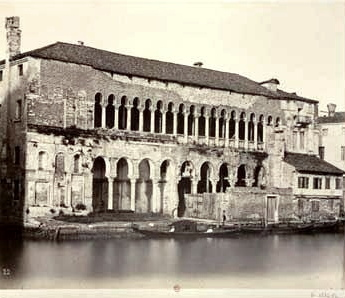
Fontego dei Turchi vor der Restaurierung, vor 1870
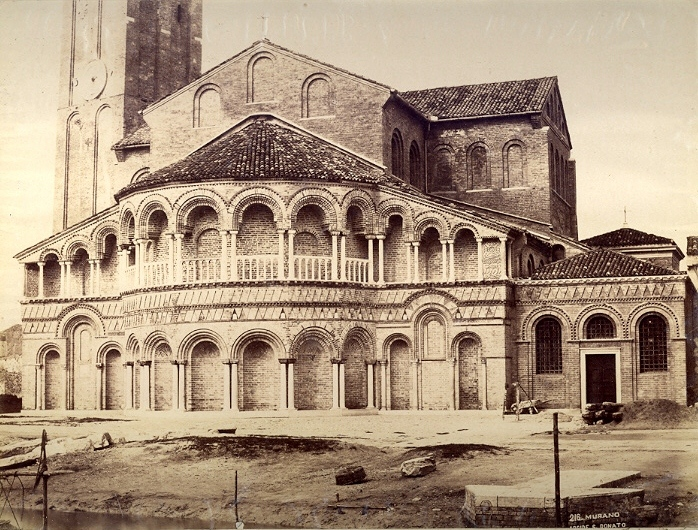
San Donato auf Murano, Apsis
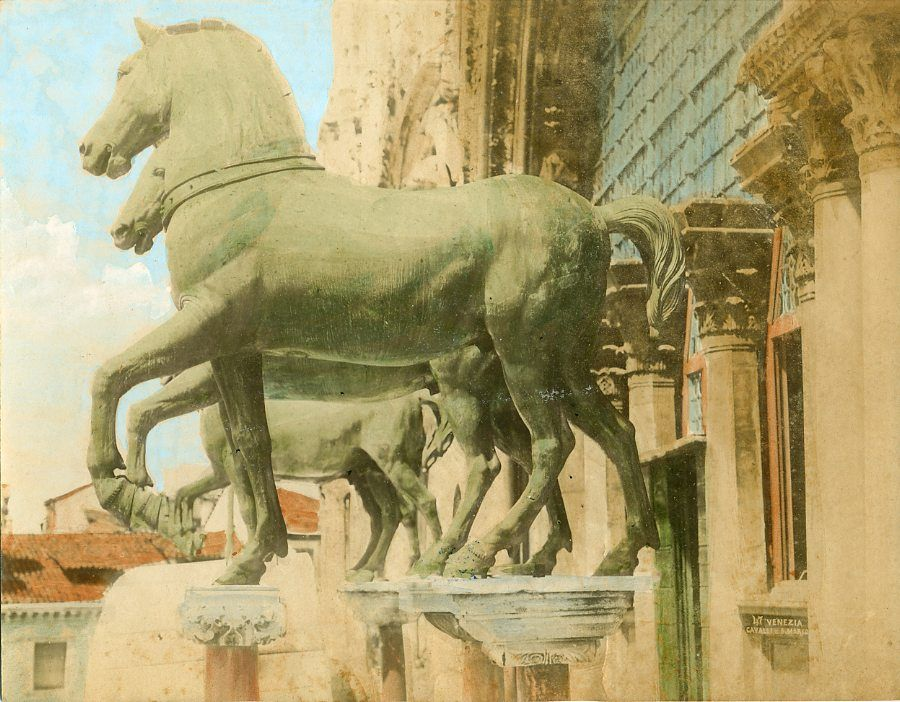
Die Bronzequadriga des Markusdoms, handkoloriert
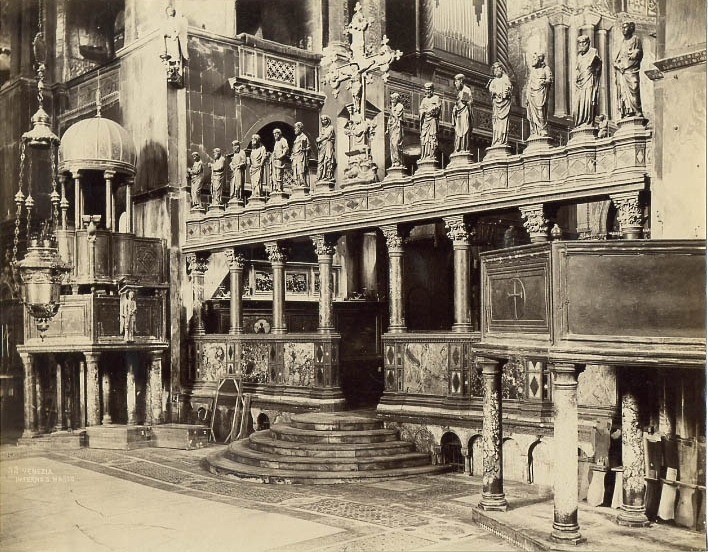
Das Innere des Markusdoms, Lettner
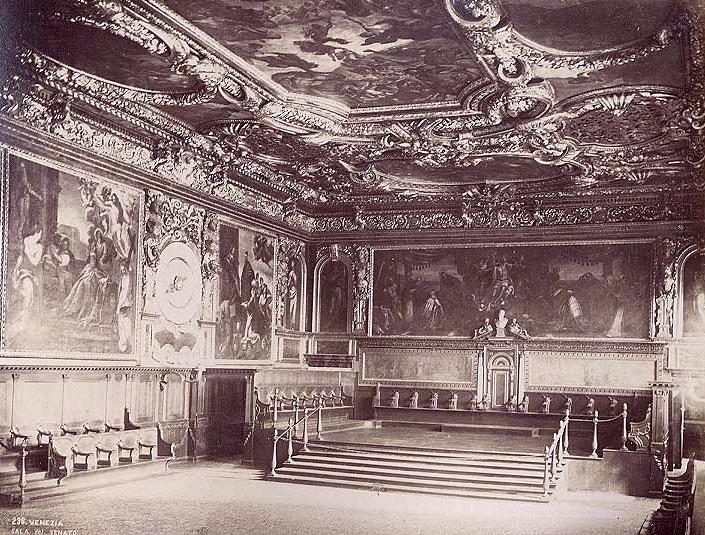
Saal des Senats im Dogenpalast
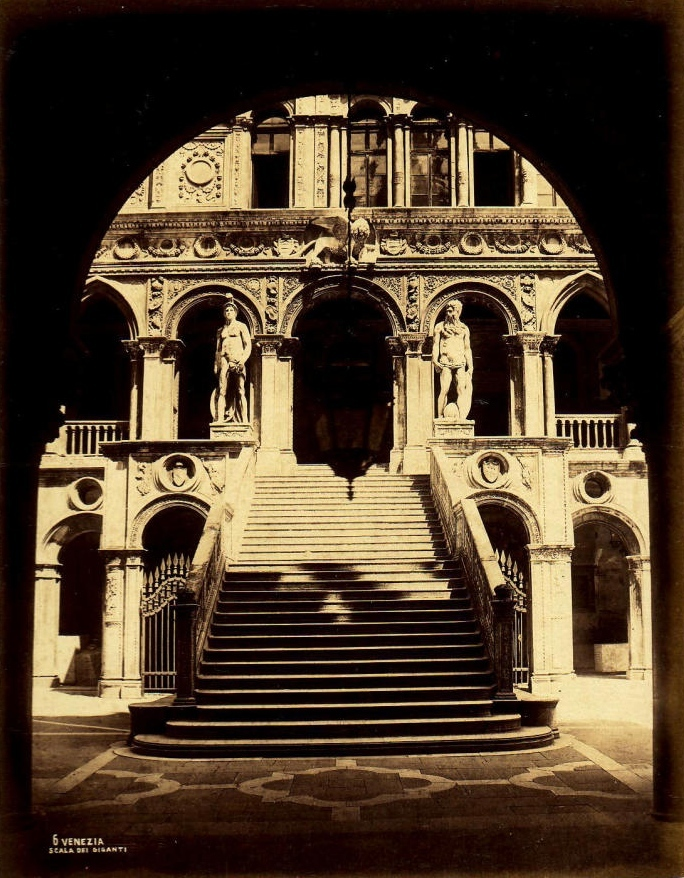
Die Scala dei Giganti im Innenhof des Dogenpalasts
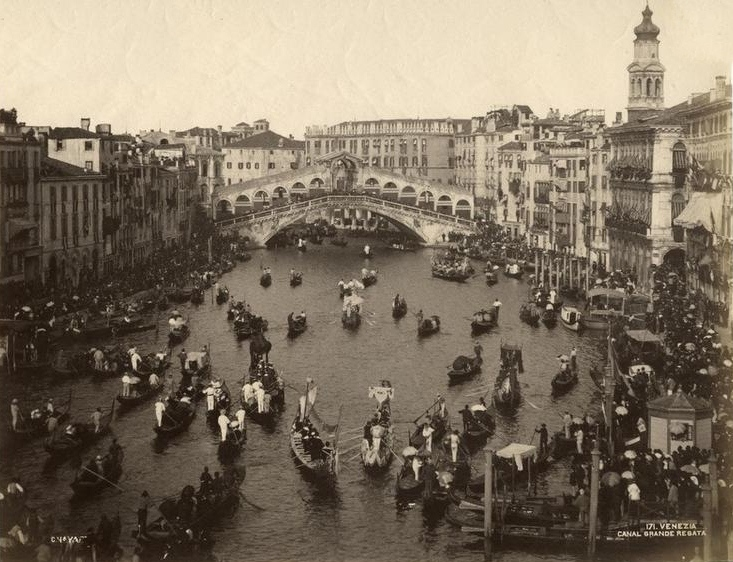
Regatta auf dem Canal Grande, Rialtobrücke
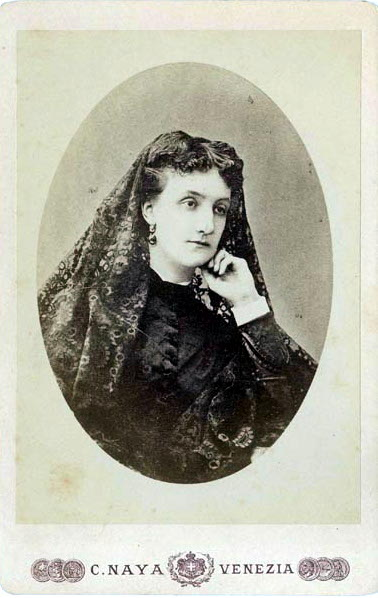
Frauenportrait
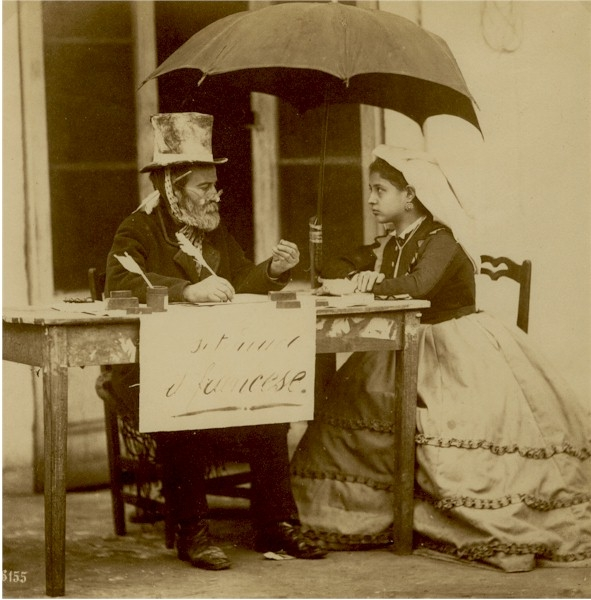
Schreiber und Kundin
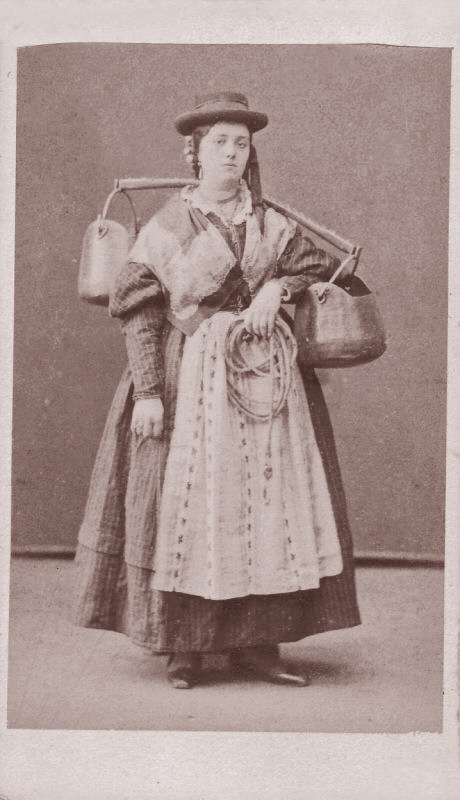
Wasserträgerin